# Ponca Jazz Records
Ponca Jazz Records is een platenlabel voor jazz, in 2004 opgericht door Hilde Hefte, in Kristiansand (Noorwegen).

## Geschiedenis
Hefte wilde een album van Rolf Søder (Jargong Vålereng', met Egil Kapstad als componist, arrangeur en bandleider) uitbrengen. Dit idee groeide en leidde uiteindelijk tot de oprichting van Ponca Jazz, Jargong Vålereng' kwam in 2004 uit. Hierna toonden allerlei musici belangstelling en verschenen hierna op het label meer platen.
Op een gegeven moment bood Jon Larsen Ponca Jazz Records aan delen van de catalogus van Hot Club Records over te nemen. Ponca Jazz deed dat en het label groeide uit tot een van de grote jazzlabels van Noorwegen. Verschillende belangrijke jazzmusici en vocalisten hebben op het label werk uitgebracht.

## Discografie
Albums (keuze)
| PJRCD 100 | Hilde Hefte                                 | On The Corner        | 2006 | CD |
| PJRCD 102 | Einar Iversen                               | Me And My Piano      | 2005 | CD |
| PJRCD 103 | Rolf Søder, Egil Kapstad Og Hans Musikanter | Jargong Vålereng'    | 2004 | CD |
| PJRCD 106 | Hallgeir Pedersen Trio                      | Bluero               | 2006 | CD |
| PJRCD 109 | Lee Konitz / John Pål Inderberg             | Live in Oslo         | 2007 | CD |
| PJRCD 110 | Odd R. Antonsen Big Band                    | With guests          | 2007 | CD |
| PJRCD 111 | Hilde Hefte                                 | An Evening In Prague | 2008 | CD |
| PJRCD 112 | Odd Riisnæs                                 | Another road         | 2008 | CD |
| PJRCD 113 | Tom Olstad                                  | Changes For Mingus   | 2007 | CD |
| PJRCD 114 | Erling Wicklunds Storeslem                  | Live At Lancelot     | 2008 | CD |
| PJRCD 116 | Svein Olav Herstad                          | Free The Nightingale | 2010 | CD |
| PJRCD 117 | Jan Berger                                  | Ego Trip             | 2009 | CD |
| PJRCD 118 | Ivar Antonsen, Vigleik Storaas              | Dialogues            | 2010 | CD |
| PJRCD 119 | Bjørn Alterhaug Quintet                     | Songlines            | 2009 | CD |
| PJRCD 120 | Antonsen, Hvalryg, Olstad Trio              | A Day at The Opera   | 2011 | CD |
| PJRCD 122 | Liv Stoveland                               | Close Your Eyes      | 2009 | CD |
| PJRCD 124 | Hilde Hefte                                 | Short Stories        | 2013 | CD |
| PJRCD 125 | Oddbjørn Blindheim Trio                     | Piano Pals           | 2014 | CD |
| PJRCD 127 | Bjørn Alterhaug Quintet                     | Innocent Play        | 2014 | CD |
| PJRCD 128 | Egil Kapstad                                | Wolfvoices           | 2014 | CD |